# Guồng đạp nước của Hama

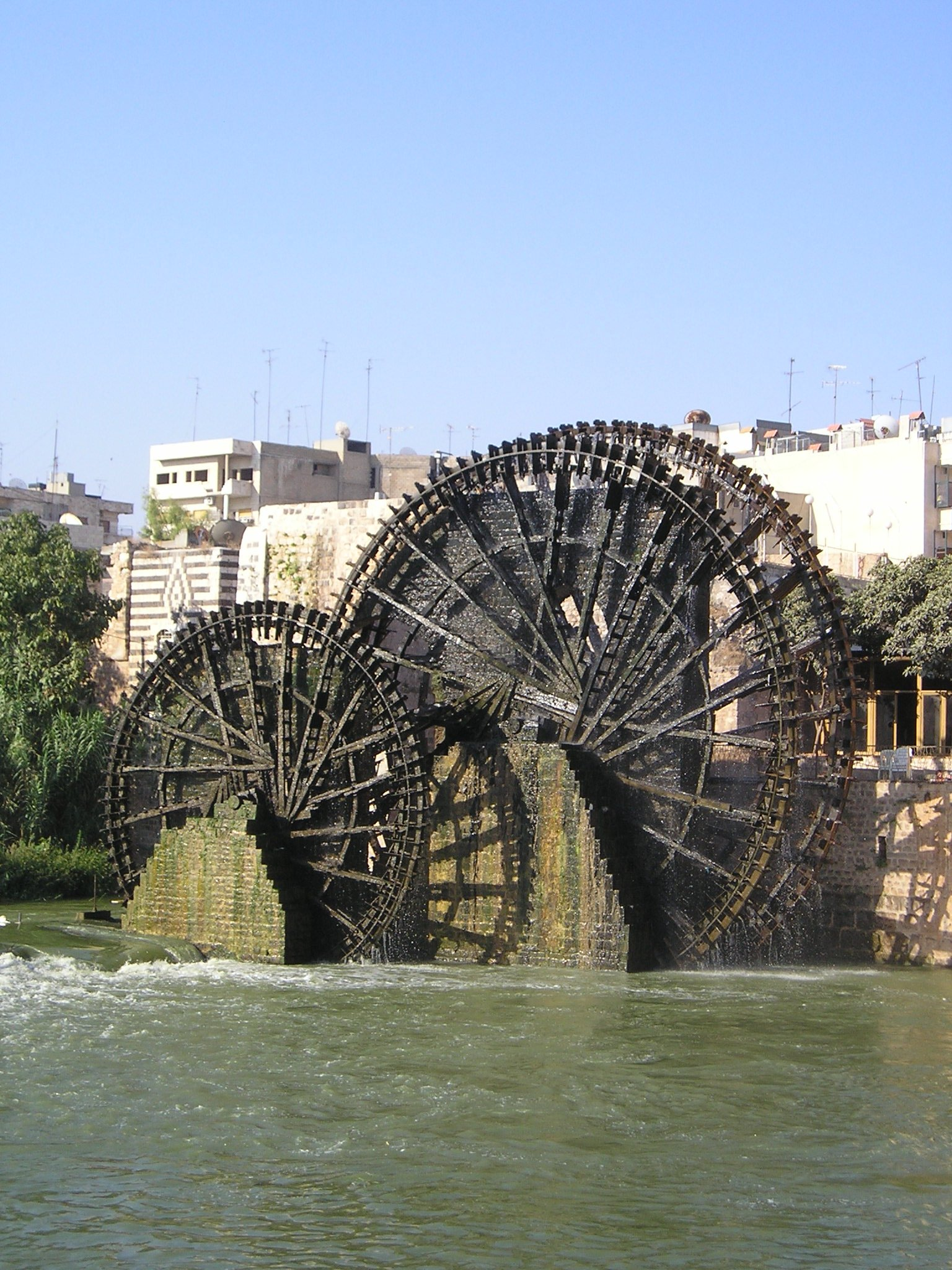
Các guồng đạp nước của Hama trên sông Orontes

Guồng đạp nước của Hama (tiếng Ả Rập: نواعير حماة) là một số các guồng đạp nước (vòng quay của gầu) dọc theo sông Orontes tại thành phố Hama, Syria. Ngày nay chỉ còn lại 17 guồng đạp nước ban đầu và chúng hầu như ngày nay không được sử dụng mà chỉ phục vụ mục đích thẩm mỹ, và lịch sử. Chúng được mệnh danh là "những guồng đạp nước lộng lẫy nhất từng được xây dựng". Tập hợp các guồng đạp nước này hiện là một Di sản thế giới dự kiến của UNESCO từ tháng 6 năm 1999.

## Lịch sử
Bằng chứng sớm nhất về các guồng đạp nước của Hama cho thấy chúng được phát triển trong thời kỳ Đông La Mã, mặc dù không có bất kỳ guồng đạp nước nào ngày nay ở Hama có trước vương triều Ayyub (thế kỷ 12-13). Tuy nhiên, một bức tranh khảm được tìm thấy tại Apamea có niên đại từ năm 469 sau Công nguyên giống như bức tranh ở Hama cho thấy các guồng đạp nước này có thể có nguồn gốc sớm hơn. Các guồng đạp nước hiện tại còn sót lại là có từ thời kỳ Hồi giáo Trung Cổ khi chúng có đường kính tới hơn 20 mét, với 120 khoang thu nước và có khả năng vận chuyển tới 95 lít nước mỗi phút. Ngày nay chỉ còn 17 guồng đạp nước và tất cả chúng hiện không còn được sử dụng nữa.